# Site palafittique d'Alvastra
Le site palafittique d'Alvastra (suédois : Alvastra pålbyggnad ou Alvastraboplatsen) est un site palafittique (également appelé cité lacustre), daté d'environ 3000 av. J.-C., situé à Alvastra, municipalité d'Ödeshög, dans le comté d'Östergötland, en Suède. Le Sud de la Scandinavie compte de nombreux types de centres de culte, mais le site palafittique d'Alvastra est le seul de son genre en Europe du Nord et en dehors des Alpes. C'était le centre social et religieux saisonnier d'une tribu dont les outils appartiennent à la culture des vases à entonnoir, mais dont la poterie relève de la culture de la céramique perforée.

## Historique
Après des fouilles menées en 1908–1919, 1928–1939 et 1976–1980, les deux tiers du site ont désormais été fouillés par les archéologues.

## Description
Les pieux ou pilotis ont été taillés dans des arbres décidus, notamment du chêne, du noisetier, de l'orme et du pommier. Une étude dendrochronologique montre que la construction s'est déroulée en deux étapes. Une première étape de 18 ans, suivie d'une interruption de 22 ans, puis la seconde étape qui a permis d'achever les travaux 40 à 42 ans après leur début.
Au cours des premières années, la construction se compose de deux surfaces rectangulaires qui sont délimitées par des rangées de pieux en chêne et les surfaces sont placées dans un angle oblique. Chaque rectangle mesure environ 200 m2 et est subdivisé en huit ou neuf pièces. La plupart des pièces ont des planchers de rondins. Les reconstructions et les ajouts ont en partie été motivés par les incendies, et la construction mesure finalement 1 000 m2 . L'ensemble est relié au rivage par des passerelles situées des deux côtés.
La taille du site palafittique indique qu'il s'agissait d'un ouvrage communautaire. Ce n'était pas une fortification, car les pilotis sont trop clairsemés et enfoncés trop peu profondément dans le fond du marais. L'emplacement dans le marais est également impropre aux travaux pratiques et les habitations étaient situées sur la terre ferme autour du marais.

## Vestiges archéologiques
Le site palafittique n'était occupé que pendant certains mois d'été. C'était le centre social de la tribu ou du clan qui s'y réunissait pour les festivités, notamment après la saison estivale de chasse et de récolte. On compte environ 100 foyers en pierre calcaire uniformément répartis sur la plate-forme, ce qui montre qu'il n'y avait pas d'habitations permanentes, mais seulement des huttes soutenues par les nombreux pilotis de noisetier. Autour des foyers abondent des résidus de farine, de blé et d'orge calcinés, de pommes fendues et carbonisées, de coques de noisettes, d'os de bovins, de moutons et de porcs. Il y a des restes de gibier, comme le cerf, l'élan, le loup et l'ours, des restes d'oiseaux comme le canard colvert et le tétras lyre, et des restes de poissons comme le grand brochet et la perche.
Les poteries sont celles de chasseurs-cueilleurs de la culture de la céramique perforée, mais les outils et les armes appartiennent à la culture des vases à entonnoir. Les restes d'artisanat sont peu nombreux. Les outils étaient probablement apportés de l'extérieur sur le site pour les offrir aux dieux.
Parmi les découvertes les plus remarquables figurent des haches de combat à double tranchant, qui semblent avoir joué un rôle dans le culte.

## Utilisation comme nécropole
Après la reconstruction (années 40-42), le site est utilisé comme cimetière, où les morts semblent laissés sur des plates-formes élevées sur pilotis.

## Galerie

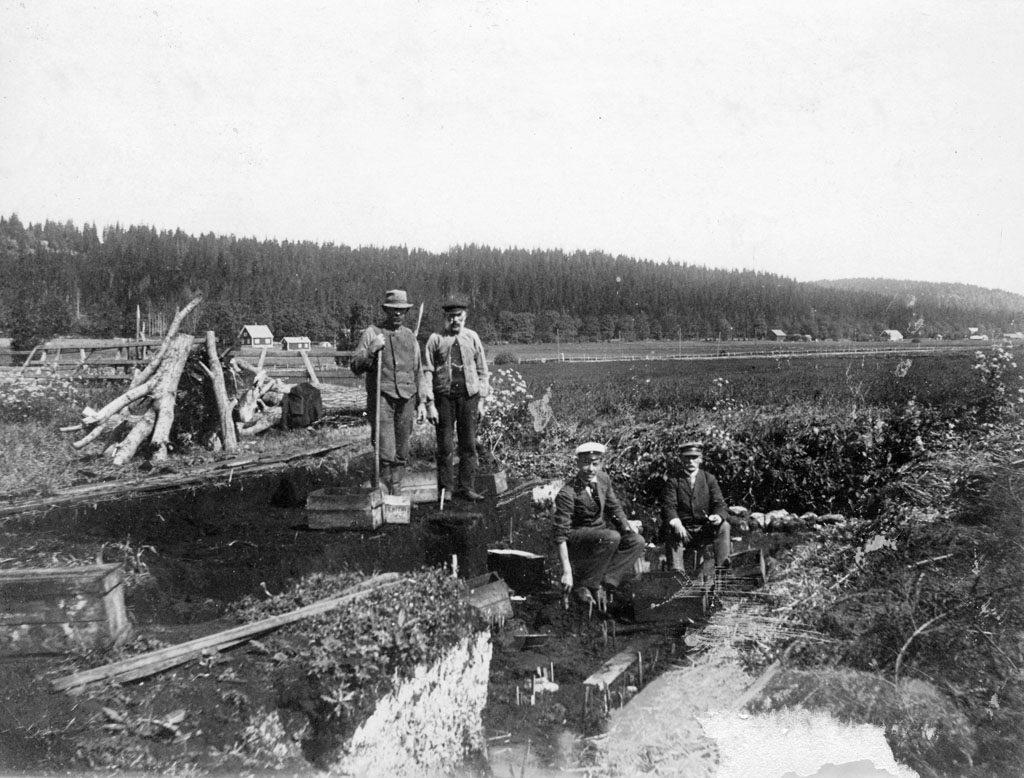
Image de la fouille du site en 1914
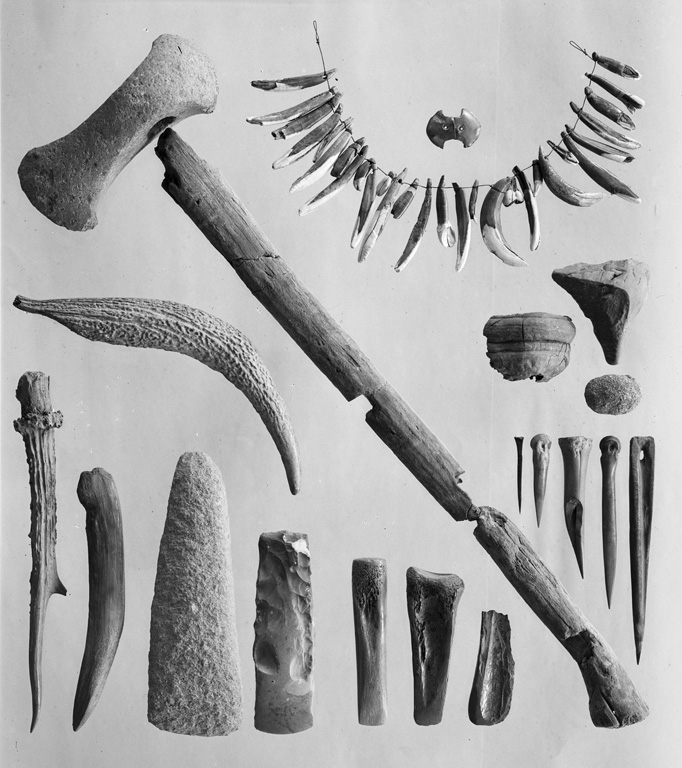
Outils trouvés sur le site d'Alvastra